# Dysimiella pennyi
Dysimiella pennyi är en insektsart som beskrevs av Broomfield 1985. Dysimiella pennyi ingår i släktet Dysimiella och familjen Derbidae. Inga underarter finns listade i Catalogue of Life.